# Timothy Roe
Timothy Roe (Glenelg Shire, 28 oktober 1989) is een Australisch wielrenner. 
Zijn belangrijkste eindklasseringen zijn de vierde plaats in de Ronde van Tasmanië in 2008, derde plaats in de Ronde van Wellington in 2009, zesde plaats in het eindklassement van de Olympia's Tour en tweede plek in het eindklassement van de Ronde van Thüringen, in 2010.

## Palmares

### Overwinningen
2009 - 4 zeges
- 1e etappe Jelajah Malaysia
- Eindklassement Jelajah Malaysia
- 6e en 7e etappe Ronde van Korea

2012 - 1 zege
- 1e etappe Ronde van Trentino (ploegentijdrit)

2017 - 1 zege
- 1e etappe New Zealand Cycle Classic

## Ploegen
- 2008- Savings & Loans Cycling Team
- 2009- Savings & Loans Cycling Team
- 2010- Trek-Livestrong U23
- 2011- BMC Racing Team
- 2012- BMC Racing Team
- 2013- BMC Development Team
- 2014- Team Budget Forklifts
- 2015- Drapac Professional Cycling
- 2016- Drapac Professional Cycling
- 2017- IsoWhey Sports SwissWellness